# Осада Пскова (1615)
Осада Пскова 1615 года или «Псковское сиденье» — эпизод русско-шведской войны 1610—1617 годов. Шведское войско во главе с королём Густавом II Адольфом осадило Псков, обороняемый русским гарнизоном под командованием воеводы Василия Морозова. Осада продлилась два с половиной месяца и окончилась для шведской стороны неудачей.

## Стратегическая обстановка
После битвы при Клушине и свержения царя Василия Шуйского боярская дума (Семибоярщина) и Земский собор на Сухаревом поле избрали на русский трон польского королевича Владислава Жигимонтовича. Находившиеся на территории России наёмные войска под шведским командованием, призванные в 1609 году Василием Шуйским для борьбы с Лжедимитрием II, не получив обещанной Шуйским оплаты, объявили России войну и захватили Новгородские земли. Псковская земля оставалась своеобразным русским полуостровом, глубоко вдававшимся в территорию, подконтрольную шведам. Осада Тихвина 1613 года оказалась для шведов неудачной, однако в 1614 году им удалось взять Гдов. В 1615 году шведский король Густав II Адольф намеревался подчинить Псковскую землю.

## Ход осады
Подступив к Пскову, шведы попытались взять его сходу, однако первый натиск был отражён псковским гарнизоном с большими потерями для штурмующих. На глазах у короля был убит метким выстрелом в голову со стены крепости прославленный молодой шведский фельдмаршал Эверт Горн. Это событие с самого начала подорвало боевой дух шведского войска. После неудачного штурма король распорядился перейти к серьёзной осаде, создав вокруг города более десяти лагерей, укреплённых траншеями и турами. Сам Густав II Адольф расположился в Снетогорском монастыре.
В течение осады шведы обстреливали город из артиллерии, однако если им и удавалось пробить где-нибудь брешь, то псковичи сразу же создавали за ней древо-земляную насыпь, а по ночам успешно заделывали стены. Также псковичи неоднократно предпринимали дерзкие вылазки, мешая возведению шанцев и причиняя шведам немалые потери в живой силе (к примеру, убив видного полковника и инженера Роберта Мура («Роботмира»)). При одной из таких неожиданных вылазок едва не были захвачены осадные орудия. В сентябре к шведам подошло подкрепление из солдат и артиллерии, однако и к осаждённым сумел прорваться отряд воеводы Ивана Плещеева, посланный «на вспоможенье» Пскову Михаилом Фёдоровичем. 17 сентября шведы предприняли артиллерийский обстрел. Были серьёзно повреждены крепостные сооружения Запсковья: Варлаамовская и Высокая башни были сбиты наполовину. 
В начале октября шведы предприняли второй решительный штурм псковских укреплений, предварительно выпустив по городу 700 зажигательных ядер. Приступ проводился сразу с нескольких сторон, со стороны реки использовались плоты и лодки. Атакующим удалось занять часть городской стены и одну из башен. Однако псковичи сумели взорвать башню вместе с находившимися в ней шведами и перешли в яростную контратаку. К концу дня шведы были выбиты со всех занятых ими позиций, потерпев значительный урон.
Прошло ещё около двух недель, и шведы ввиду наступающих холодов, а также высокой смертности от болезней и голода, сняли осаду и покинули псковские предместья в сторону Нарвы. Густав II Адольф, по свидетельству современника, «пошел с великим стыдом, многих у него людей побили, а иные с нужи померли и побрели врознь».

## Последствия
Как и в 1581—1582 годах, когда под Псковом были отбиты войска Стефана Батория, Псковская оборона стала стратегическим поворотным пунктом русско-шведской войны. После жестокого поражения король Густав II Адольф решил не продолжать войну с Россией. Швеция уже тогда планировала возобновить борьбу с Речью Посполитой за Прибалтику и не была готова к войне на два фронта. 5 (15) декабря 1615 года было заключено перемирие, и обе стороны при посредничестве английского посла Джона Мерика приступили к мирным переговорам, окончившимся подписанием Столбовского мира в 1617 году.